# Jørn Krab
Jørn Krab, född 3 december 1945 i Haderslev, är en dansk före detta roddare.
Krab blev olympisk bronsmedaljör i tvåa med styrman vid sommarspelen 1968 i Mexico City.